# 美屬維爾京群島足球代表隊
美屬維爾京群島足球代表隊是美屬維爾京群島的足球代表隊，由美屬維爾京群島足球協會管理，現時屬於國際足協及中北美洲及加勒比海足球協會成員國之一。美屬維爾京群島至今仍未參加過任何國際大賽的決賽週，無論在世界盃及美洲金盃外圍賽階段從未取得過出線資格。

## 世界盃成績
- 1930年 到 1998年 - 未參加
- 2002年 到 2018年 - 外圍賽出局

## 国际比赛成绩
| 场数 | 胜 | 平 | 负 | 进球 | 失球 | 净胜球 |
| ---- | -- | -- | -- | ---- | ---- | ------ |
| 26   | 1  | 5  | 20 | 12   | 145  | -133   |

## 美洲金盃成績
- 1991年 到 1998年 - 未參加
- 2000年 到 2007年 - 外圍賽出局
- 2009年 - 未參加